# 平妻
平妻，又稱並嫡，是指一夫多妻制度下有多名正妻的情況，平妻也指元配以外同時存在的其他正妻。在平妻制下，1位男性的诸位妻子拥有相同的法律、社会地位。6世紀前的日本、伊斯蘭教的一夫多妻也是平妻制。在实行平妻制的地区，男性仍可拥有妾室或无法律配偶身份的姬妾。在東亞，相對於妾，平妻的社會地位等同於正妻，所生的子女被視為有遺產繼承權的嫡子女，而妾、姬侍所生子女或非婚生子女則被視為「庶出」。平妻亦擁有死後列名墓碑或祖宗牌位的權利，或在丈夫的第一配偶死亡後遞補法定妻子地位，在迎娶過程中亦採等同於正妻的明媒正娶儀式。由於元配與平妻所生之子女都是嫡出，有些有平妻的家庭會發生元配與平妻所生之各房嫡子女爭奪繼承權的事件。

## 東亞

### 中国
中國上古時期君主曾有並嫡現象，自漢代以《周禮》為本定立禮制後，即以一夫一正妻多妾（或一夫一正妻多妾多姬侍）制為婚姻主流，绝大多数时候严格禁止男性同时娶一名以上的正妻。正妻可以是元配，也可以是繼室，但是在離異或喪妻之前，一個男子在同一時間內只能有一位正妻。一個男子在同一時間內有一名以上正妻，除元配之外的妻室被稱為平妻。由於漢族的一夫一妻制，平妻的產生一般是出於特殊情況，並且往往不為歷朝法律所認可。虽然各朝代法律不认可第二位妻子的地位，但社会生活中對此相對寬鬆，往往承认平妻，又有以後娶之妻為對房之稱，即與正房（元配）對等。兩頭大則指兩名妻子皆為大老婆:44。
秦朝嚴格規定男子只可有一名正妻，至漢朝也甚少有平妻情況。
東漢末年開始有並嫡現象:37。
魏晉南北朝經常出現同時有兩名正妻的情況，稱為雙嫡，較為著名的有西晉時的賈充先娶元配李婉，后因李家出事，李婉被判罪流放而离异，賈充再娶繼室郭槐為正妻；后李婉遇赦，皇帝司马炎特许其與賈充復婚，仍為正妻，相當於賈充先後娶了兩個正妻，稱為「左右夫人」。對於是否承認雙嫡，時人意見不一:52—54:46—47。南北朝时期，雙嫡更為普及，北朝不少官員也有平妻，如北魏陆定国同時有妻柳氏和卢氏，毕元宾在髮妻刘氏健在時入北之後又獲北魏赐宗室女元氏為妻，崔僧渊髮妻房氏、平妻杜氏，李洪之髮妻张氏、平妻刘氏，北齐魏收同時有两妻崔氏、刘氏，薛琡髮妻于氏，平妻张氏。而北周天元皇帝宇文贇五皇后並立，元配天元大皇后以外四名皇后都是平妻。
隋朝仍有多正妻的情況，如開府長史高君銘就同時有妻盂氏、綦母氏:61，《隋書》亦記載當時豫章郡及吳中地區的士族有多名正妻很普遍。
唐朝時《唐律》 規定：「諸有妻更娶者，徒一年，女家減一等，若欺妄而娶者，徒一年半，女家不坐，各離之」。  雖然規定不可同時有多於一名正妻，實際上沒有嚴格執行。當時並嫡情況盛行，甚至皇帝也會賜妻給有婦之夫:46。唐高宗麟德元年河南懷州修武縣慈仁鄉無為里的周村十八戶中就有四戶有超過一名正妻，天寶六年敦煌縣都鄉里戶籍中有八名男子同時有多名正妻，唐代的金石資料及墓志銘亦有不少男子同時有多名正妻的記載:230—233。 雖然這種做法為官府默認，但是並不代表其合法，若有人因「有妻更娶」發生糾紛鬧到官府，官府仍會依法處理。
宋朝宋律基本沿襲唐律，只承認妻與妾，兩者地位分明， 平妻制並不普遍。《宋刑統戶婚律》規定：「諸有妻更娶妻者，徒一年，女家減一等；若斯妄而娶者，徒一年半，女家不坐，各離之」
蒙古族建立的元朝亦根據蒙古族一夫多妻的習俗，有一個皇帝同时有多位皇后的记录。
明朝嚴格控制平民納妾，同時十分強調保證正妻的地位，并以法律的形式禁止了平妻的存在，如《大明律·戶律·婚姻》規定，「凡以妻為妾者杖一百，妻在以妾為妻者杖九十，並改正……若有妻更娶妻者亦杖九十，離異。其民年四十以上無子者方聽娶妾，違者笞四十。」也就是說，保護正室的待遇，男子把正室當做妾室一般對待要刑杖一百下；有正室而把妾當做正室一樣對待情節較輕，也要刑杖九十下並且責令改正；有正室而再娶妻（即是平妻），同樣刑杖九十下，強令與後娶的平妻離異；平民需年過四十還無子，才可以納妾，否則刑鞭四十下。也因為明朝時嚴格控制納妾，隨著明中期以後商品經濟的發達，商人財富累積，往往多養婢妾（偶爾也被稱為“姬妾”，但卻不是真正的妾室）。然而，律法上雖然禁止並嫡，但不少人在有正妻的情況下再以娶嫡妻之禮娶婦女為配偶，法律上為妾。
清朝《大清律·戶律·婚姻》規定：「凡以妻為妾者，杖一百。妻在，以妾為妻者，杖九十，並改正。若有妻更娶者，亦杖九十，離異。」由於商人經常出外經商，已婚的商人往往於其他地區另外“娶妻”，其實質往往是騙婚，即隱瞞已婚身份，寫下婚書聘良家女子為妻，因為往往另外置宅安置，又被稱為外室。
清朝乾隆时，从法律上承认兼祧的合法性。漢族男性利用兼祧的名义娶两位或多位妻子的情况，亦为常见，这种现象延续至民国。民间通常认为诸位妻子及所生子女是分属不同宗祧的两房人家，不属于一家人，兼祧妻子皆是嫡妻，是为名义上的妯娌。清朝政府对此采取了变通的作法，不承认再次娶妻构成重婚，视后娶之妻为妾。
香港在1841年第一次鴉片戰爭後割讓給奉行習慣法的英國，所以在1911年清朝結束在中國的統治、中華民國、中華人民共和國先後建國並實施新憲法後，香港華人仍依據《大清律例》為法例，所以婚姻中依然可以有平妻，迄至1971年最後一條有關婚習俗的法律被成文法取代才正式實行一夫一妻制。

### 越南
越南丁朝、前黎朝、李朝皇帝皆有並后情況。

### 日本
日本在飛鳥時代（六世纪）之前除皇室外，一夫多妻制是平妻制，沒有嫡庶之分。律令制後才把最先娶的妻子定為正室，後娶的妻子為妾，取代平妻制。到平安時代中期一條天皇時，權臣藤原道長迫使一條天皇冊立兩位皇后，並為此將中宮作為獨立、等同於皇后的正式封號，從此天皇能同時擁有兩正配，造成一帝二后的平妻現象。此後諸多天皇在冊立皇后時，多先立為中宮，日後再立第二位正配時，便將先前的中宮改號為名義上較高的皇后，新立的第二位正配則是中宮。